# 銀座セカンドライフ
銀座セカンドライフ株式会社（ぎんざセカンドライフ、英文社名：Ginza Second Life Corporation.）は東京都中央区に本社をおく、シニアを対象に起業及び起業後の支援を行う企業である。

## 会社概要
花王株式会社や大和証券SMBC株式会社で法人に対する経営指南を行っていた片桐実央が、祖母の介護をきっかけに2008年7月にシニアの起業支援会社を設立。レンタルオフィスや生涯学習スペースの提供(銀座アントレサロン)、起業家向けのビジネスマッチング交流会の開催（銀座アントレ交流会）の他、セカンドライフの名の通り、シニア向けに起業セミナー(輝創塾)等を行っている。
」」

## 商標登録
- 銀座アントレ 商標登録（登録第5293296号）
- サロン 商標登録（登録第5416295号）
- 輝創塾 商標登録（登録第5479423号）

## 受賞歴
- 公益財団法人大田区産業振興協会 第3回大田区ビジネスプランコンテスト「奨励賞」受賞[4]
- 公益財団法人 東京都中小企業振興公社 東京都地域中小企業応援ファンド助成対象企業　採択事業[5]